# Colón (Panamá)
Colón es la capital de la provincia panameña de Colón, ubicada en la costa caribeña de Panamá. La población estimada para 2016 es de unas 84,229 personas en su conurbación. siendo la segunda concentración urbana más poblada del país después de la ciudad de Panamá, incluyendo el Distrito de San Miguelito. Está comunicada con la capital por medio de la Carretera Transístmica (autopista Panamá-Colón), que la une en 78,9 km con la costa del océano Pacífico. Es la segunda ciudad más poblada del Caribe de Centroamérica. Su casco urbano tiene unos 79 000 habitantes. Posee uno de los puertos más grandes de América Latina.
Colón está situada cerca de la entrada caribeña del Canal de Panamá. Es de importancia comercial para el país debido a la Zona Libre de Colón (la segunda más grande del mundo) y por la actividad en los diferentes puertos. Es la principal entrada al país por el Caribe.

## Historia

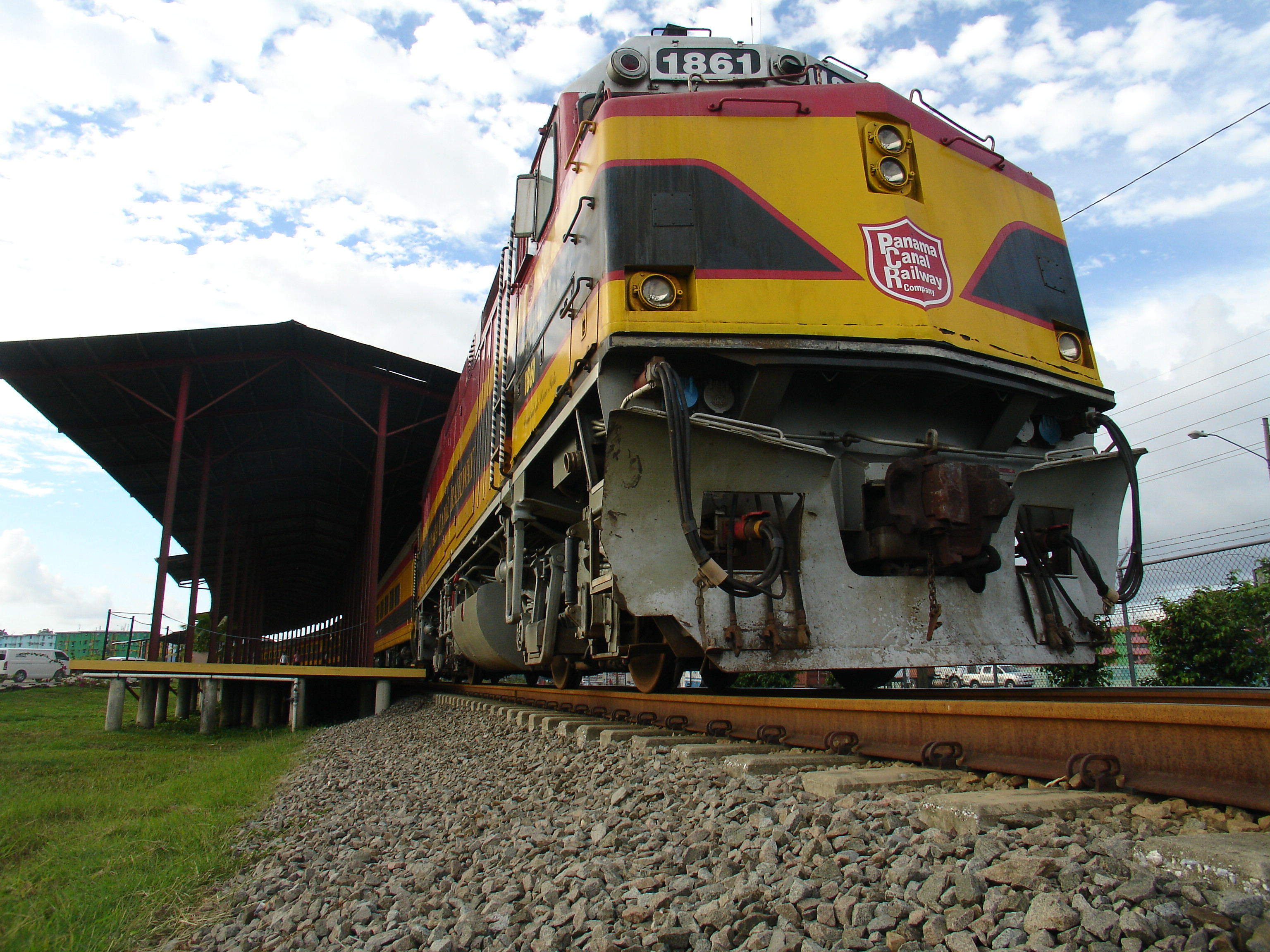
Estación de tren de Colón.

La Compañía del ferrocarril de Panamá necesitaba una terminal en el Atlántico para construir el primer ferrocarril interoceánico en el Nuevo Mundo y decidieron construir la terminal en la isla de Manzanillo en el lado este de la bahía de Limón, la isla constaba de 650 acres (263 ha) o aproximadamente una milla cuadrada. En mayo de 1850 comenzó la limpieza del terreno para la terminal Atlántica donde se localizaría en el futuro Colón; no hubo ninguna ceremonia celebración por la iniciación de los trabajos; los trabajadores se encontraron con un pantano virgen, el aire estaba atestado de mosquitos ya sea en el día o en la noche.  En los trabajos del ferrocarril vinieron trabajadores jamaiquinos, españoles, antillanos, italianos, entre otros. Durante los siguientes meses no fue fácil el trabajo en la isla, pues se acercaba la época lluviosa y los hombres enfermaron de malaria o disentería. En agosto de 1850 comenzaron en firme los trabajos en la construcción del ferrocarril en la terminal del Atlántico.
Durante dos años, el terminal Atlántico en la isla de Manzanillo permaneció sin nombre. John Lloyd Stephens sugirió llamarla Aspinwall, por William Henry Aspinwall, uno de los directores de la Pacific Mail, empresa que financiaba la compañía del ferrocarril de Panamá. El 27 de febrero de 1852 se bautizó y se fundó formalmente a Colón. Se rellenó una sección pantanosa de la isla, trazaron calles, erigieron edificios y se instaló un tanque para el almacenamiento de agua pura. Sin embargo, este puerto bullicioso, por donde pasaban miles de viajeros cada año, presentaba una apariencia deplorable de abandono y desaseo.
El nombre del pueblo dio lugar a una larga y prolongada disputa. El Gobierno y los ciudadanos insistían en llamarlo Colón, mientras que los estadounidenses se aferraban a su elección. El nombre Aspinwall-Colón no satisfacía a ninguna de las partes y este desacuerdo persistió hasta 1890 cuando el gobierno colombiano terminó la controversia al dar instrucciones a los carteros de regresar a sus remitentes toda correspondencia dirigida a Aspinwall. Desde entonces el nombre oficial ha sido el de Colón.
Gran parte de Colón fue quemada durante la guerra civil colombiana de 1885, y de nuevo en un incendio en 1915.
La población en 1900 era de 3000 personas, pero creció sustancialmente por la construcción del Canal de Panamá (31 203 habitantes en 1920).
En 1953 Colón fue transformado desde la calle 16 hacia los Cuatro Altos en una zona segregada para el comercio internacional siendo la Zona Libre de Colón la primera zona libre del mundo. Las compañías que funcionan en ella le compran al Oriente y Europa y sus mayores clientes provienen de América Central y de América del Sur.
A partir del final de la década de 1960, Colón entró en una brutal depresión económica. Durante el lustro de 2000-2005 mejoró el comercio y se amplió la Zona Libre de Colón sobre todo en el área de bodegas de France Field. 
Colón es la ciudad más desarrollada del Caribe panameño y del Caribe centroamericano. Es una ciudad que al pesar de sus problemas, tiene un futuro prometedor.

## Organización político-administrativa
Colón se divide en dos corregimientos: Barrio Norte y Barrio Sur. Un sector desde la calle 13 y avenida Meléndez hacia el suroccidente fue dada a la zona libre, la cual administra esta área comercial. Colón comprende además el sector de 4 Altos, Cristóbal y la parte noroccidental del corregimiento de Cativá. 

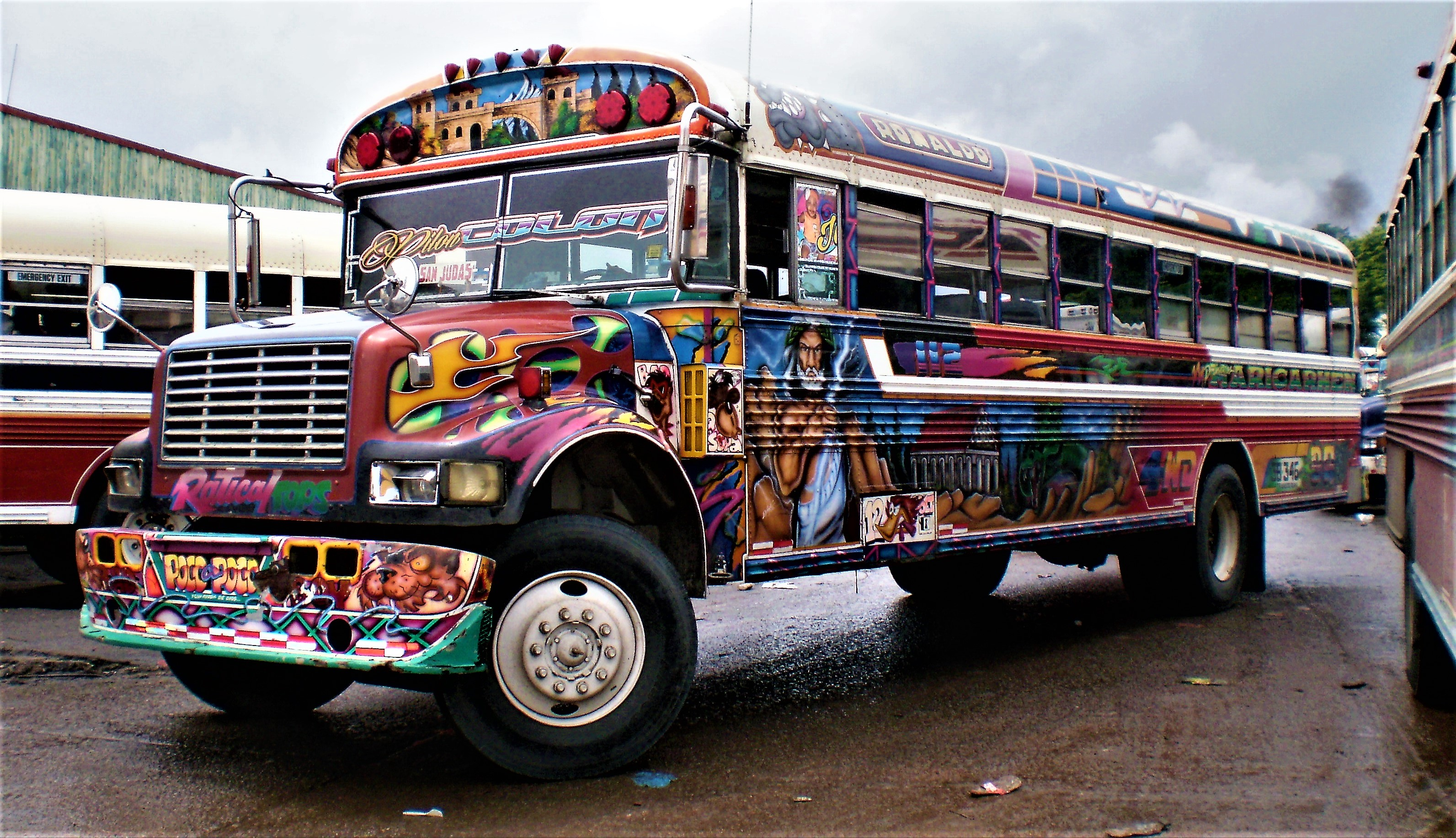
Coloridos buses frecuentan la terminal de transportes de Colón.

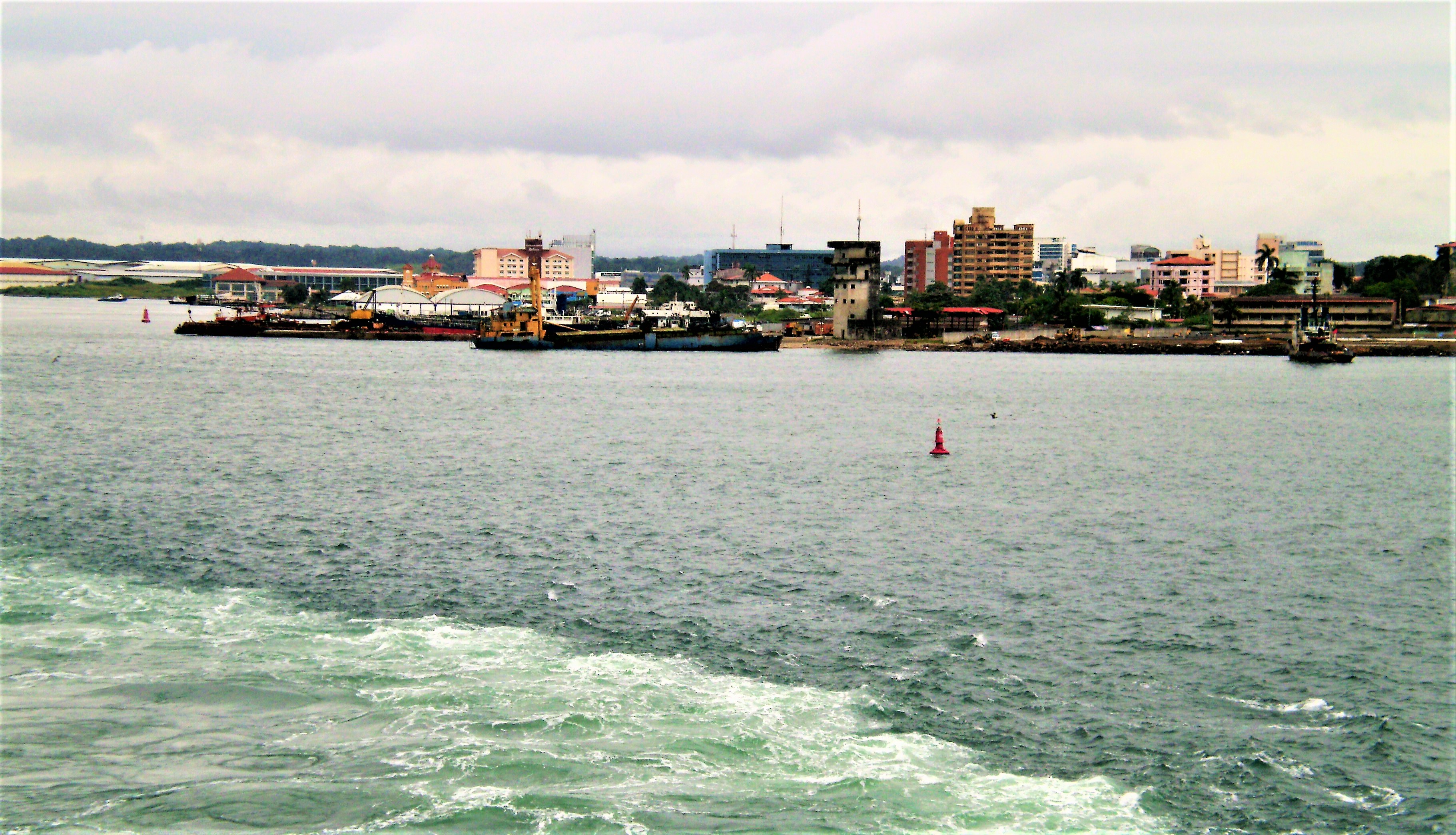
Colón. Vista desde el mar.

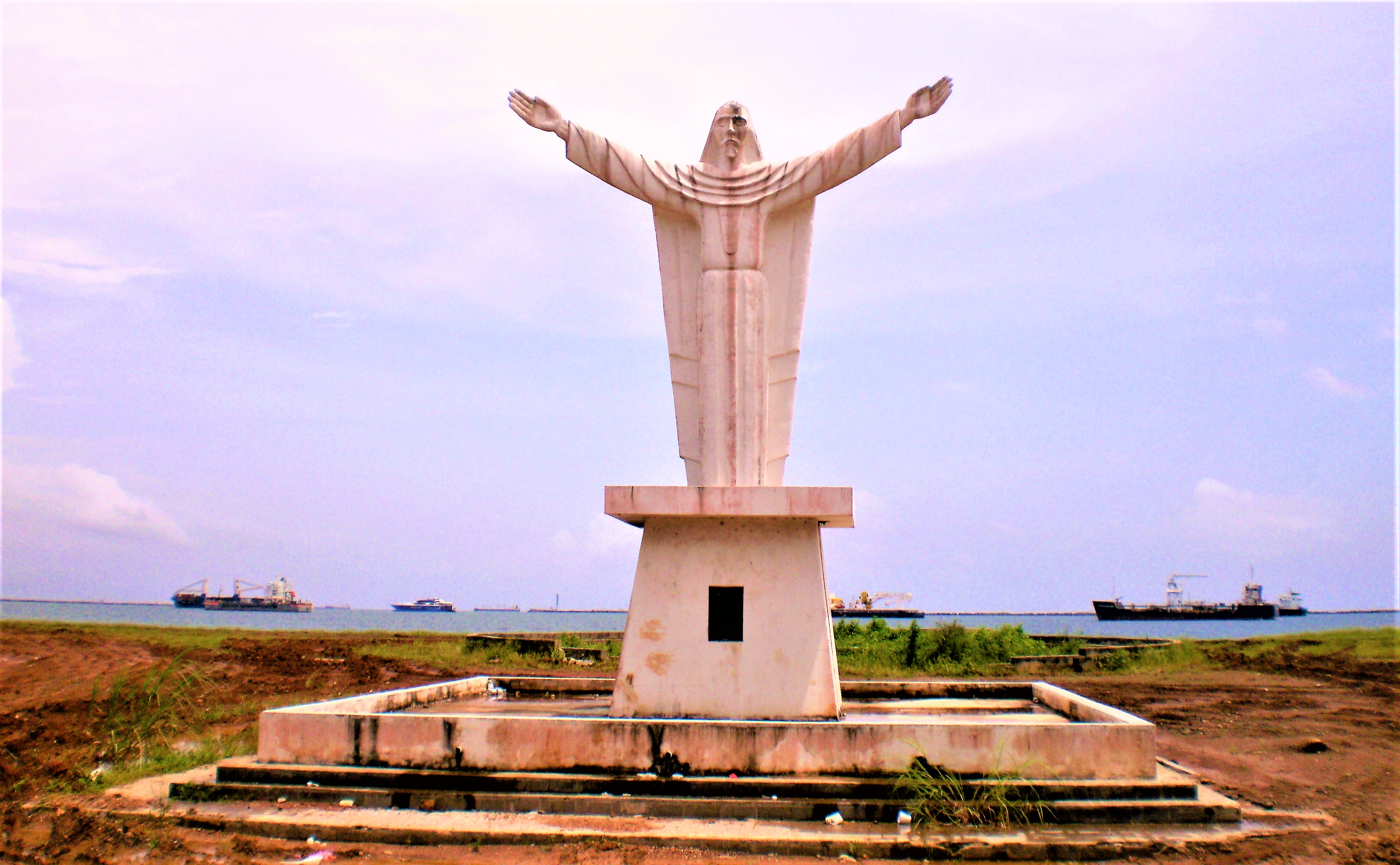
Cristo Redentor de Colón, frente a la desembocadura del canal de Panamá.

## Transporte
Colón se comunica con la capital del país por la autopista transístmica. En Colón se encuentra el tercer puente sobre el canal de Panamá (Puente Atlántico) que lo conecta con el interior del país. En agosto de 2013, el gobierno nacional inauguró el aeropuerto internacional Enrique Jiménez (ONX) luego de un importante proceso de remodelación. En 2017, el gobierno de Juan Carlos Varela implementó el sistema de transporte masivo MetroBus que ofrece la ruta Altos de los Lagos–Centro de Colón, de la cual, también existe en la capital. Existen rutas de autobuses que conectan a Colón con las áreas rurales.

## Clima
El clima es tropical húmedo con una corta estación seca entre diciembre y marzo, mientras que la húmeda va de marzo a diciembre. De hecho la estación seca no lo es tanto pues en el mes de enero (el más seco) cae 39 mm de lluvia, convirtiéndola en la ciudad más lluviosa de Panamá. 
| Parámetros climáticos promedio de Colón | Parámetros climáticos promedio de Colón | Parámetros climáticos promedio de Colón | Parámetros climáticos promedio de Colón | Parámetros climáticos promedio de Colón | Parámetros climáticos promedio de Colón | Parámetros climáticos promedio de Colón | Parámetros climáticos promedio de Colón | Parámetros climáticos promedio de Colón | Parámetros climáticos promedio de Colón | Parámetros climáticos promedio de Colón | Parámetros climáticos promedio de Colón | Parámetros climáticos promedio de Colón | Parámetros climáticos promedio de Colón |
| Mes                                     | Ene.                                    | Feb.                                    | Mar.                                    | Abr.                                    | May.                                    | Jun.                                    | Jul.                                    | Ago.                                    | Sep.                                    | Oct.                                    | Nov.                                    | Dic.                                    | Anual                                   |
| --------------------------------------- | --------------------------------------- | --------------------------------------- | --------------------------------------- | --------------------------------------- | --------------------------------------- | --------------------------------------- | --------------------------------------- | --------------------------------------- | --------------------------------------- | --------------------------------------- | --------------------------------------- | --------------------------------------- | --------------------------------------- |
| Temp. máx. abs. (°C)                    | 32                                      | 32.4                                    | 34                                      | 35                                      | 35.4                                    | 35.8                                    | 36.7                                    | 38                                      | 39                                      | 36.2                                    | 33.2                                    | 31.2                                    | 39                                      |
| Temp. máx. media (°C)                   | 28                                      | 28.2                                    | 29.6                                    | 30.1                                    | 30.4                                    | 30.5                                    | 32.9                                    | 32                                      | 31                                      | 30.1                                    | 30                                      | 29.7                                    | 32                                      |
| Temp. media (°C)                        | 25.6                                    | 24                                      | 24.8                                    | 25                                      | 26                                      | 25                                      | 26.1                                    | 26                                      | 25                                      | 27                                      | 25                                      | 24.5                                    | 27                                      |
| Temp. mín. media (°C)                   | 19.5                                    | 19.1                                    | 21                                      | 21.1                                    | 22.8                                    | 22.8                                    | 22.9                                    | 22                                      | 21                                      | 20.6                                    | 20.6                                    | 19.7                                    | 19.1                                    |
| Temp. mín. abs. (°C)                    | 14.5                                    | 14                                      | 16.4                                    | 16.7                                    | 17.4                                    | 16.7                                    | 15.6                                    | 16.5                                    | 15.5                                    | 14.8                                    | 14.6                                    | 14.2                                    | 14                                      |
| Precipitación total (mm)                | 39                                      | 44                                      | 76                                      | 136                                     | 151                                     | 181                                     | 200                                     | 216                                     | 237                                     | 228                                     | 150                                     | 89                                      | 1747                                    |
| [cita requerida]                        |                                         |                                         |                                         |                                         |                                         |                                         |                                         |                                         |                                         |                                         |                                         |                                         |                                         |

## Ciudades hermanadas
Tienen 3 ciudades hermanadas con:
| - Santos (Brasil) - Katmandú - Mandeville (Estados Unidos) |